# Київське вище танкове інженерне училище
Київське вище танкове інженерне училище (рос. Киевское высшее танковое инженерное ордена Красной Звезды училище имени Маршала Советского Союза Якубовского И. И., КВТИУ) — вищий військовий навчальний заклад (училище), що розташовувалося в місті Києві в 1938—1941, 1944—1999 роках.

## Історія
10 вересня 1930 року в м. Москві були сформовані військові курси автомобільних техніків, що з березня 1934 року стали називатися Московською школою танкових механіків. У 1935 році у школі навчалися 825 курсантів, яких готували до праці молодшими танковими техніками — воєнтехнік 1 рангу.
Станом на 1 січня 1936 року в школі танкових механіків рахувалося 77 танків: БТ-2 — 37, БТ-5 лін. — 9, БТ-5 рад. — 2, БТ-7 рад. — 2, Т-26 2 / баш. — 5, Т-37 лін. — 6, Т-27 — 10 та 6 Т-18.
16 березня 1937 року школа перейменована в Московське танко-технічне училище, а в 1938 році училище було передислоковано до міста Києва.
В кінці 1930-х років в училище був направлений механік-водій танка червоноармієць М. Т. Калашніков для виготовлення дослідних зразків свого винаходу — лічильника моторесурсу танка. Після завершення випробувань він відбув до Москви для порівняльних випробувань і далі на Ленінградський завод імені Ворошилова, для доопрацювання й запуску в серію.
У червні 1940 року під час походу РСЧА в Північну Буковину начальник училища генерал-майор М. Л. Горіккер був призначений на начальника автобронетанкового відділу 12-ї армії для посилення штабу армії. Крім того, з особового складу та матеріальної частини училища сформований рухливий ремонтно-відновлювальний батальйон під командуванням підполковника С. І. Семеннікова.
7 вересня 1940 року училищу присвоєно ім'я Маршала Радянського Союзу С. К. Тимошенко.
З вересня 1940 року училище переведено на новий профіль навчання за штатом № 17/937 та перепрофільовано на підготовку техніків для танків Т-26 і БТ (три танко-технічних батальйони) і Т-34 (один батальйон). Чисельність змінного складу училища — 1600 курсантів.
З початком Другої світової війни за розпорядженням Військової ради Південно-Західного фронту 26 червня 1941 року на базі училища був сформований польовий ремонтний батальйон з числа курсантів, механіків-водіїв і ремонтників (73 курсанти й 16 механіків-водіїв танкового батальйону забезпечення). Командир батальйону — викладач водіння капітан А. М. Забєлін, помічник з технічної частини — військовий інженер 3 рангу А. П. Петроченко, командири ремонтних рот — воєнтехнік 1 рангу Є. І. Ткаченко, П. Н. Кіслов, Н. М. Можаров. В останніх числах червня батальйон перейшов у розпорядження командира 15-го механізованого корпусу. За два місяці силами батальйону відремонтовано 60 танків і 300 автомашин.
Начальник училища генерал М. Л. Горіккер був призначений на посаду начальника Київського гарнізону. На цей час, його обов'язки виконував полковник Раєвський.
8 липня 1941 року для посилення оборони Києва з курсантів і командирів училища було сформовано бронетанковий полк. Командир полку — підполковник Логановський, начальник штабу — помічник начальника навчального відділу майор Е. Ф. Дрейклер, командири батальйонів — викладач тактики капітан Ємельянов і командир курсантської роти капітан Палашин. У складі 40-ї танкової дивізії полк брав участь в обороні Києва, в боях загинули майор Дрейклер і капітан Ємельянов. 40 курсантів, котрі найбільш відзначилися були достроково зведені в командири й спрямовані в Діючу армію.
Згідно з Директивою Генерального штабу № 638/орг від 3 липня 1941 р., училище евакуйовано в тил СРСР, в місто Кунгур (Уральський військовий округ). У травні 1944 р. передислоковано до Києва на своє колишнє місце.
За Указом Президії Верховної Ради СРСР від 11 вересня 1957 р. «Про впорядкування справи присвоєння імен державних і громадських діячів краям, областям, районам, а також містам й іншим населеним пунктам, підприємствам, колгоспам, установам і організаціям» училище було позбавлене імені Тимошенко та стало іменуватися як Київське танко-технічне училище.
3 1 січня 1968 року отримало найменування Київське вище танко-технічне училище (КВТТУ) з чотирирічним строком підготовки.
У 1974 році перетворено на Київське вище танкове інженерне училище (КВТІУ) з терміном навчання 5 років.
17 січня 1977 року училищу присвоєно ім'я радянського воєначальника Маршала Радянського Союзу Якубовського І. Г..
У 1992 році КВТІУ реорганізовано в Київський інститут Сухопутних військ (КІСВ) і до 1999 року, який, в результаті чергового  реформування, припинив своє існування.
У 1998 році навчальний заклад було переформовано у Військовий інститут керівного інженерного складу Академії Збройних Сил України.
У 2001 році утворено кафедру підготовки офіцерів запасу.
У 2002-2004 роках перетворено на факультет підготовки фахівців оперативно-тактичного рівня Національної академії оборони України (НАОУ).
У 2004-2009 роках засновано факультет оперативного забезпечення та логістики Національної академії оборони України.
У 2009 році створено Інститут оперативного забезпечення та логістики НАОУ [Архівовано 17 Липня 2019 у Wayback Machine.].

## Начальники
- бригінженер, з 4.06.1940 р. генерал-майор технічних військ Горіккер Михайло Львович (в 1935—1941).
- полковник Галкін (09.05.1942 — 24.07.1942).
- генерал-майор танкових військ Тимофєєв Сергій Михайлович (28.07.1942 — 30.11.1942).
- інженер-полковник, з 05.07.1946 — генерал-майор інженерно-танкової служби Петроченко Федір Федорович (12.12.1942—1947).
- генерал-майор танкових військ Райкін Соломон Савелійович (03.1947—05.1947).
- генерал-майор Єрмачок Матвій Лук'янович (1947—1956).
- генерал-майор танкових військ Новак Анатолій Юлійович (1956—1960).
- генерал-майор танкових військ Яблоков Василь Васильович (1960—1974).
- генерал-лейтенант Колєсніков Михайло Федосійович (1974—1987).
- генерал-лейтенант Шаповалов Анатолій Петрович (1987—1994).
- генерал-майор Огарок Анатолій Павлович (1994—1999).
- генерал-майор Малюх Василь Олександрович.
- генерал-майор Шапталенко Микола Іванович.